# Connarus incomptus
Connarus incomptus är en tvåhjärtbladig växtart som beskrevs av Jules Émile Planchon. Connarus incomptus ingår i släktet Connarus och familjen Connaraceae. Inga underarter finns listade i Catalogue of Life.